# Larry David

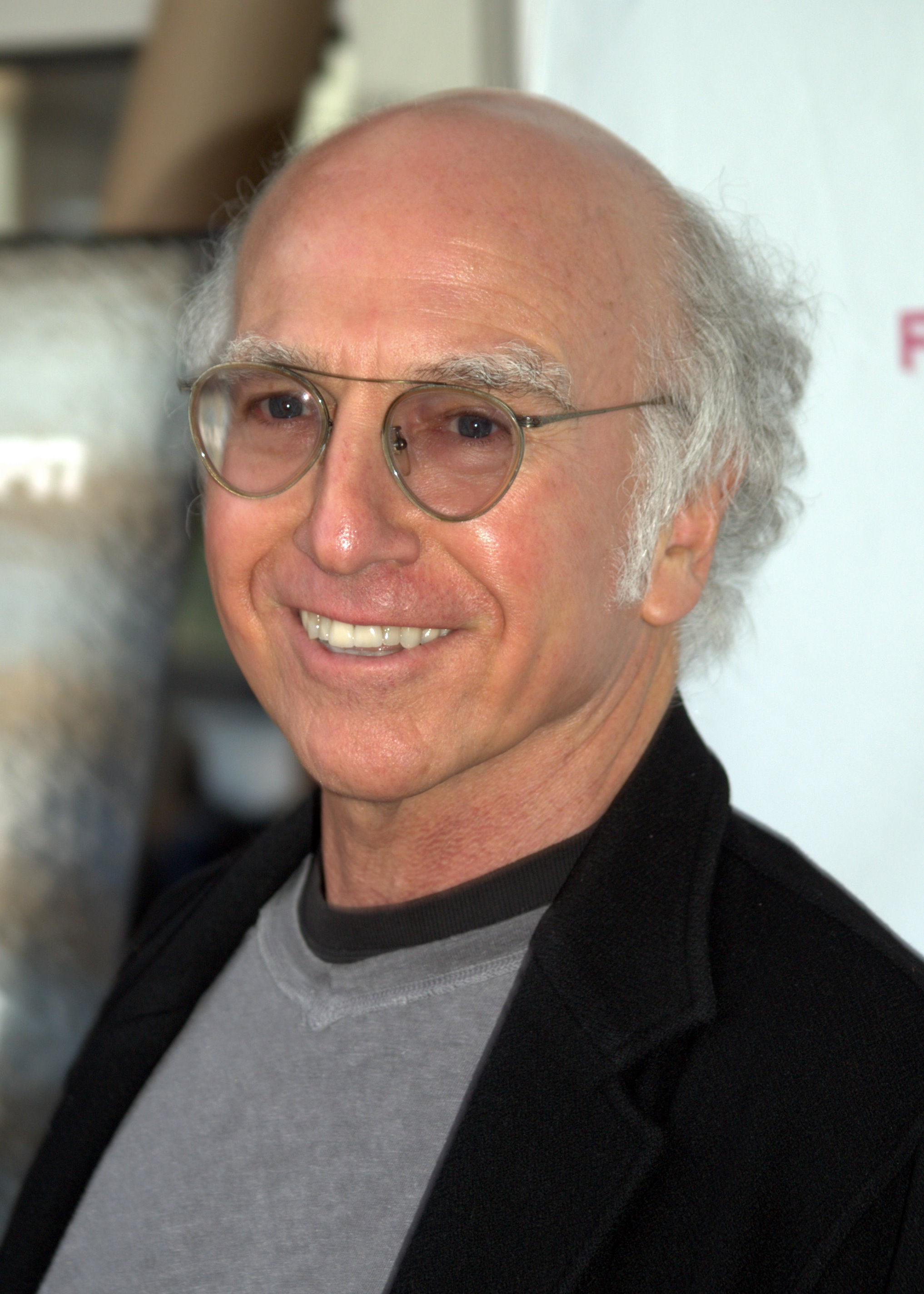
Larry David (2009)

Lawrence Gene „Larry“ David (* 2. Juli 1947 in New York City) ist ein US-amerikanischer Komiker, Drehbuchautor und Schauspieler. Bekannt wurde er durch seine Mitwirkung an den Serien Seinfeld und Lass es, Larry!

## Leben und Werk
David wurde in Sheepshead Bay, einem Stadtteil von Brooklyn, geboren. Er besuchte nach der Highschool die University of Maryland, wo er 1970 einen Bachelor-Abschluss in Geschichte und 1971 einen Bachelor-Abschluss in Betriebswirtschaftslehre erwarb.
Im Anschluss zog er zurück nach Brooklyn, wo er unter anderem als BH-Verkäufer, Anwaltsassistent und privater Chauffeur arbeitete, bevor er sich der Stand-up-Comedy widmete.
Seine Stand-Up-Auftritte waren nicht besonders erfolgreich, und so arbeitete er nebenbei als Autor für Fernsehserien wie Fridays, wo er Michael Richards traf, der später die Figur des Kramer in Seinfeld verkörperte.
1984 bis 1985 arbeitete er eine Staffel lang als Autor für die bekannte Comedy-Serie Saturday Night Live, wo es aber nur ein einziger von ihm geschriebener Sketch ins Programm schaffte. Dort lernte er Julia Louis-Dreyfus kennen, die später Elaine in Seinfeld verkörperte.

### Seinfeld
Während seiner Zeit als Stand-up-Komiker lernte er Jerry Seinfeld kennen, der zu dieser Zeit ebenfalls – wesentlich erfolgreicher – als Komiker arbeitete. Als Jerry Seinfeld 1988 von NBC das Angebot bekam, eine Sitcom zu entwickeln, wandte dieser sich an Larry David, und zusammen schrieben sie das Konzept für die Serie The Seinfeld Chronicles, später umbenannt in Seinfeld.
Als Seinfeld in Produktion ging, teilte David als Produzent und Drehbuchautor der Serie die kreative Kontrolle mit Jerry Seinfeld und Larry Charles. Auch hatte er Kurzauftritte und übernahm die Stimme der Figur George Steinbrenner. Daneben wurde die Figur des George Costanza (gespielt von Jason Alexander) zum Teil auf der Persönlichkeit Davids aufgebaut, und verschiedene Ereignisse aus Davids Leben fanden Einzug in die Handlung der Serie. So habe er einmal seine Stelle bei Saturday Night Live gekündigt, worauf ihm sein Nachbar Kramer (das Vorbild der Seinfeld-Figur) vorschlug, doch einfach wieder dort zu erscheinen und so zu tun, als sei nichts gewesen.
Für seine Mitwirkung an Seinfeld gewann er 1993 einen Emmy, für den er insgesamt fünfmal nominiert worden wa. Seinfeld war eine der finanziell erfolgreichsten Comedy-Serien und machte David und Seinfeld zu Multimillionären. Nach der siebten Staffel verließ David die Serie, um das Drehbuch zur Filmkomödie Sour Grapes (dt. Jackpot – Krach in Atlantic City) zu schreiben, bei der er auch Regie führte. 1998 kehrte er aber zurück, um das Serienfinale von Seinfeld zu schreiben.

#### Cameo-Auftritte in Seinfeld
Larry David, der in der Serie Seinfeld bewusst keine Rolle übernahm, trat aber dennoch in vier Cameo-Auftritten auf:
- Staffel 2, Folge 8, „Die Herzattacke“, als silbergekleideter „Prophet“ im Fernseher
- Staffel 4, Folge 2, „Trip nach L.A. - Teil 2“, Zuschauer im Treppenhaus bei Kramers Verhaftung
- Staffel 4, Folge 24, "Die Fernsehshow – Teil 2", Als Greenpeace-Aktivist im Schlauchboot
- Staffel 6, Folge 4 „Die Chinesin“, als Frank Costanzas Anwalt mit Cape
- Staffel 7, Folge 10, „Kaugummi aus China“, als Verkäufer im Kiosk

### Lass es, Larry!
1999 strahlte der US-amerikanische Pay-TV-Sender HBO ein einstündiges Special im Stil einer Mockumentary mit dem Titel Larry David: Curb Your Enthusiasm aus, die Davids Vorbereitungen für ein Comeback als Stand-up-Comedian dokumentiert.

Basierend auf dem Konzept des Specials wurde anschließend die Serie Lass es, Larry! (Originaltitel: Curb Your Enthusiasm) produziert, die Davids Leben als Multimillionär und teilweise noch aktiver Produzent dokumentiert. Die Handlung ist rein fiktiv, sie wird allerdings häufig durch Begebenheiten aus Davids echtem Leben inspiriert. Obwohl der Handlungsablauf vom Drehbuch vorgegeben wird, werden die meisten Dialoge beim Dreh improvisiert. Seine Ehefrau wird von der Schauspielerin Cheryl Hines dargestellt.
Die Serie läuft, nach rund sechs Jahren Unterbrechung, in der mittlerweile zwölften und letzten Staffel (Stand April 2024). Eine Staffel hat zehn Folgen.

### Andere Arbeiten
In den 1980ern hatte er Kurzauftritte in verschiedenen Spielfilmen, unter anderem in zwei Filmen von Woody Allen – 1987 in Radio Days und 1989 in Allens Segment des Episodenfilms New Yorker Geschichten. 2009 spielte er die männliche Hauptrolle in Allens Whatever Works – Liebe sich wer kann.
Nach seinem Abschied von Seinfeld schrieb er das Drehbuch und führte die Regie des 1998 veröffentlichten Spielfilms Jackpot – Krach in Atlantic City (Sour Grapes). Die Komödie floppte an den Kinokassen und wurde von Kritikern zumeist nicht gut aufgenommen.
In den Serien Entourage und Hannah Montana hatte er Gastauftritte.
Er war Co-Autor des Drehbuchs zu Barry Levinsons Filmkomödie Neid (2004).
Seit 2015 tritt Larry David in unregelmäßigen Abständen in der Rolle des US-Senators Bernie Sanders in der TV-Show Saturday Night Live auf. Wie später bekannt wurde, sind David und Sanders weitläufig verwandt.

### Privates
David war von 1993 bis 2007 mit der Umweltaktivistin und Produzentin Laurie Lennard verheiratet und hat mit ihr zwei Töchter. Am 19. Juli 2007 wurde die Scheidung eingereicht. 2020 heiratete er Ashley Underwood.

## Filmografie (Auswahl)
- 1980–1982: Fridays (Fernsehserie)
- 1983: Ehe mit Hintergedanken (Second Thoughts)
- 1983: Weiß sie, wie man Kuchen backt? (Can She Bake a Cherry Pie?)
- 1984: Hearts and Diamonds
- 1984–1985: Saturday Night Live (Fernsehserie)
- 1987: Radio Days
- 1987: It’s Garry Shandling’s Show
- 1987: Norman’s Corner (Fernsehfilm)
- 1989: New Yorker Geschichten (New York Stories) Segment: „Ödipus Ratlos“ (Oedipus Wrecks)
- 1989–1998: Seinfeld (Fernsehserie)
- 1998: Jackpot – Krach in Atlantic City (Sour Grapes)
- 1999: Larry David: Curb Your Enthusiasm (Fernsehfilm)
- 2000–2011, 2017–2024: Lass es, Larry! (Curb Your Enthusiasm, Fernsehserie)
- 2004: Neid (Envy)
- 2004: Entourage (Fernsehserie)
- 2008: Is Anybody There?
- 2009: Whatever Works – Liebe sich wer kann (Whatever Works)
- 2011: The Paul Reiser Show
- 2012: Die Stooges – Drei Vollpfosten drehen ab (The Three Stooges)
- 2013: Clear History (Fernsehfilm)